# Idom
Idom er en landsby i det nordlige Vestjylland med 394 indbyggere  (2024). Idom er beliggende ni kilometer sydvest for Holstebro og 13 kilometer nordøst for Ulfborg.
Byen ligger i Region Midtjylland og hører til Holstebro Kommune. Idom er beliggende i Idom Sogn.
Idom har i samarbejde med sin nabolandsby Råsted, modtaget Region Midtjyllands landsbypris 2 gange. Dette har været begrundet med landsbyernes måde at nytænke "landsby" som koncept, samt det gode samarbejde mellem de mange forskellige frivilligeudvalg. Idom-Råsted har modtaget prisen i 2009 og 2019.